# Viviers-le-Gras
Viviers-le-Gras est une commune française située dans le département des Vosges en région Grand Est.
Ses habitants sont appelés les Vivarois.

## Géographie

### Localisation
La commune est située à 9 km au sud de Contrexéville par le col du Haut de Salin (403 m). Le Gras désigne aussi l'affluent droit de la Saône qui y prend sa source.
| Dombrot-le-Sec | Lignéville      |                         |
|                | Viviers-le-Gras | Provenchères-lès-Darney |
| Gignéville     | Bleurville      |                         |

### Géologie et relief
Espaces naturels, :
- Deux zones naturelles d'intérêt écologique, faunistique et floristique (Znieff) :

Ruisseaux Le Sicherey et le Zouneau à Provenchères-lès-Darney,
Vôge et Bassigny.

### Sismicité
Commune située dans une zone 2 de sismicité faible.

### Hydrographie et les eaux souterraines
Hydrogéologie et climatologie : Système d’information pour la gestion des eaux souterraines du bassin Rhin-Meuse :
Territoire communal : Occupation du sol (Corinne Land Cover); Cours d'eau (BD Carthage),
Géologie : Carte géologique; Coupes géologiques et techniques,
 Hydrogéologie : Masses d'eau souterraine; BD Lisa; Cartes piézométriques.

#### Réseau hydrographique
La commune est située pour partie dans le bassin versant de la Meuse au sein du bassin Rhin-Meuse et pour partie dans le bassin versant de la Saône au sein du bassin Rhône-Méditerranée-Corse. Elle est drainée par la Mause, le Sicherey et le Zouneau,.
La Mause, d'une longueur totale de 16,7 km, prend sa source dans la commune de Gignéville et se jette dans la Saône à Monthureux-sur-Saône, après avoir traversé cinq communes.

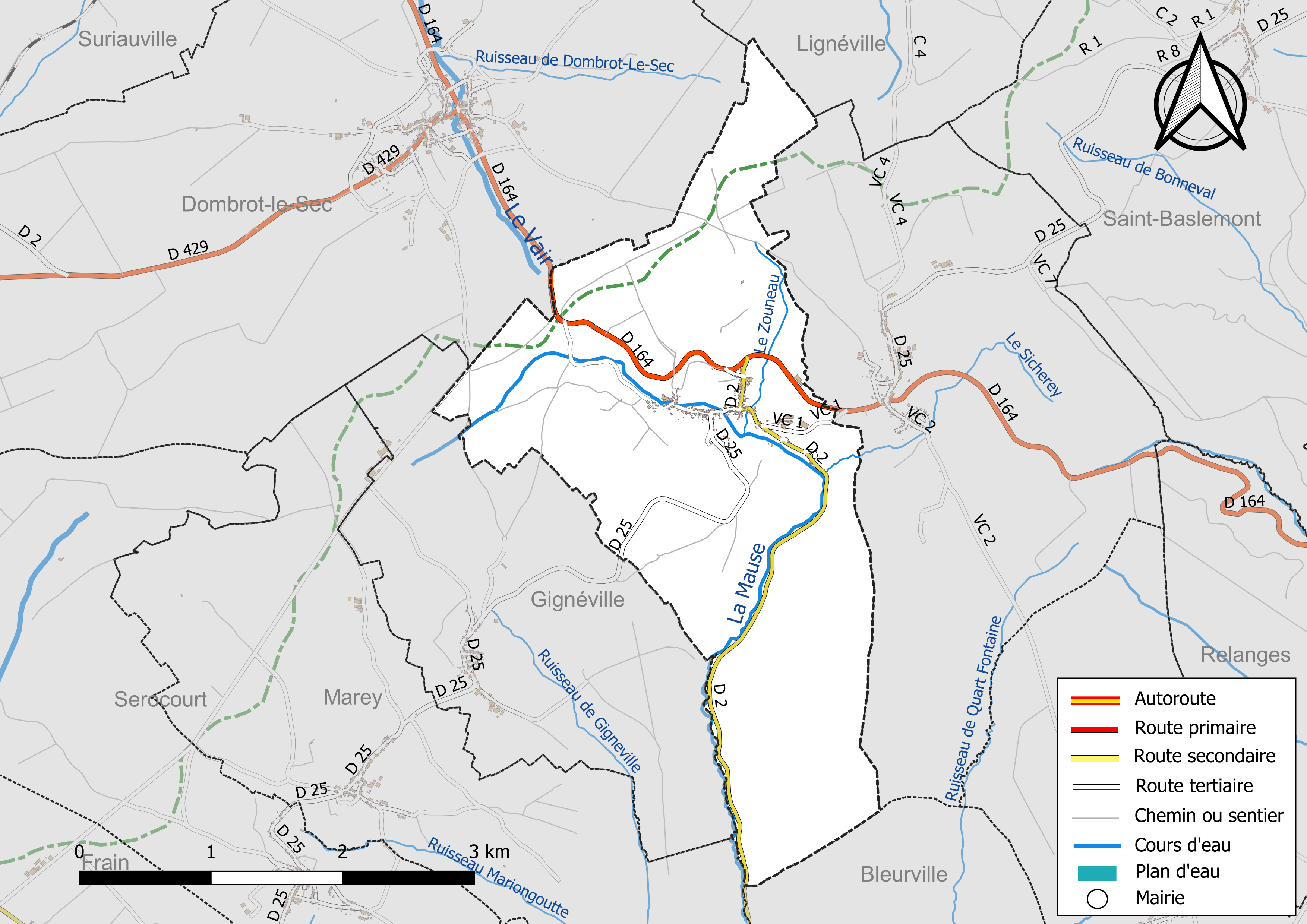
Réseaux hydrographique et routier de Viviers-le-Gras.

#### Gestion et qualité des eaux
Le territoire communal est couvert par le schéma d'aménagement et de gestion des eaux (SAGE) « Nappe des Grès du Trias Inférieur ». Ce document de planification, dont le territoire comprend le périmètre de la zone de répartition des eaux de la nappe des Grès du trias inférieur (GTI), d'une superficie de 1 497 km2,  est en cours d'élaboration. L’objectif poursuivi est de stabiliser les niveaux piézométriques de la nappe des GTI et atteindre l'équilibre entre les prélèvements et la capacité de recharge de la nappe. Il doit être cohérent avec les objectifs de qualité définis dans les SDAGE Rhin-Meuse et Rhône-Méditerranée. La structure porteuse de l'élaboration et de la mise en œuvre est le conseil départemental des Vosges.
La qualité des cours d’eau peut être consultée sur un site dédié géré par les agences de l’eau et l’Agence française pour la biodiversité.

## Toponymie
Le nom de la localité est attesté sous les formes In comitatu Santensi,… in Vivariis (vers 1030) ; ? Vivey (1160) ; Widricus de Viverio (XIIe siècle) ; Viviers (1315) ; Veviers lou Grais (1325) ; Wiviers (1334) ; Viviers, Veviers (1335) ; Vevex (1397) ; Vive, de Viveriis (1402) ; Vyvyer le Gras (1524) ; Vivier le Gras, autrement dit Levrey (1541) ; Vivier le Gras (1594) ; Vifvier le Gras (1628) ; Vivarium Pingue (1768).

Viviers : du latin vivarium (« vivier »). De l,oïl vivier « pièce d'eau dans laquelle on conserve le poisson ».
Gras : Le Gras désigne l'affluent droit de la Saône qui y prend sa source. Le nom Gras est issu de « l'occitan auvergnat » gras qui signifie « marches » et désigne ainsi une montée progressive. Le nom de Gras ou Grads viendrait des Gradins du coteau de la Vôge souvent formée d'une succession de plateaux.

## Histoire
Lors de la guerre de Trente Ans, les Suédois, venus par l’Alsace en 1635, assiégèrent le village voisin de Saint-Baslemont, incendièrent Nonville et pillèrent Bleurville. Les Vivarois s’enfuirent et vécurent plus d’un an dans les forêts avoisinantes, sous les roches. En 1637, les Suédois détruisirent le village avant de repartir. Le village fut reconstruit dans la vallée.
Une épidémie de peste s’est déclarée en France en 1720. La maladie s’étendit dans tout l’arrondissement de Mirecourt et atteignit Viviers où l’on déplora de nombreux décès. Par crainte de la contagion les habitants de Viviers enterrèrent leurs morts en dehors du cimetière, à côté de la forêt, cet endroit prit le nom de Champ des morts.
Lors de l'épidémie de choléra qui ravagea la France au milieu du XIXe siècle, on dénombra 32 victimes à Viviers pour la seule année 1854.

## Politique et administration
| Période                                  | Période      | Identité             | Étiquette | Qualité                                              |
| ---------------------------------------- | ------------ | -------------------- | --------- | ---------------------------------------------------- |
| Les données manquantes sont à compléter. |              |                      |           |                                                      |
| mai 1935                                 | 1939         | André Garnier        |           | Mobilisé en 1939 puis fait prisonnier                |
|                                          | mars 1988    | André Garnier        |           | Député (1951-1956)                                   |
| mars 1988                                | janvier 2008 | Gabriel Perrin       |           | Scieur de bois (1926-2008) Décédé au cours de mandat |
| mars 2008                                | avril 2014   | Jean-François Durand |           |                                                      |
| avril 2014                               | 2020         | Bruno Belgeri        |           |                                                      |
| juin 2020                                | En cours     | Jacques Lemarquis    |           | [ 14 ]                                               |

### Budget et fiscalité 2022

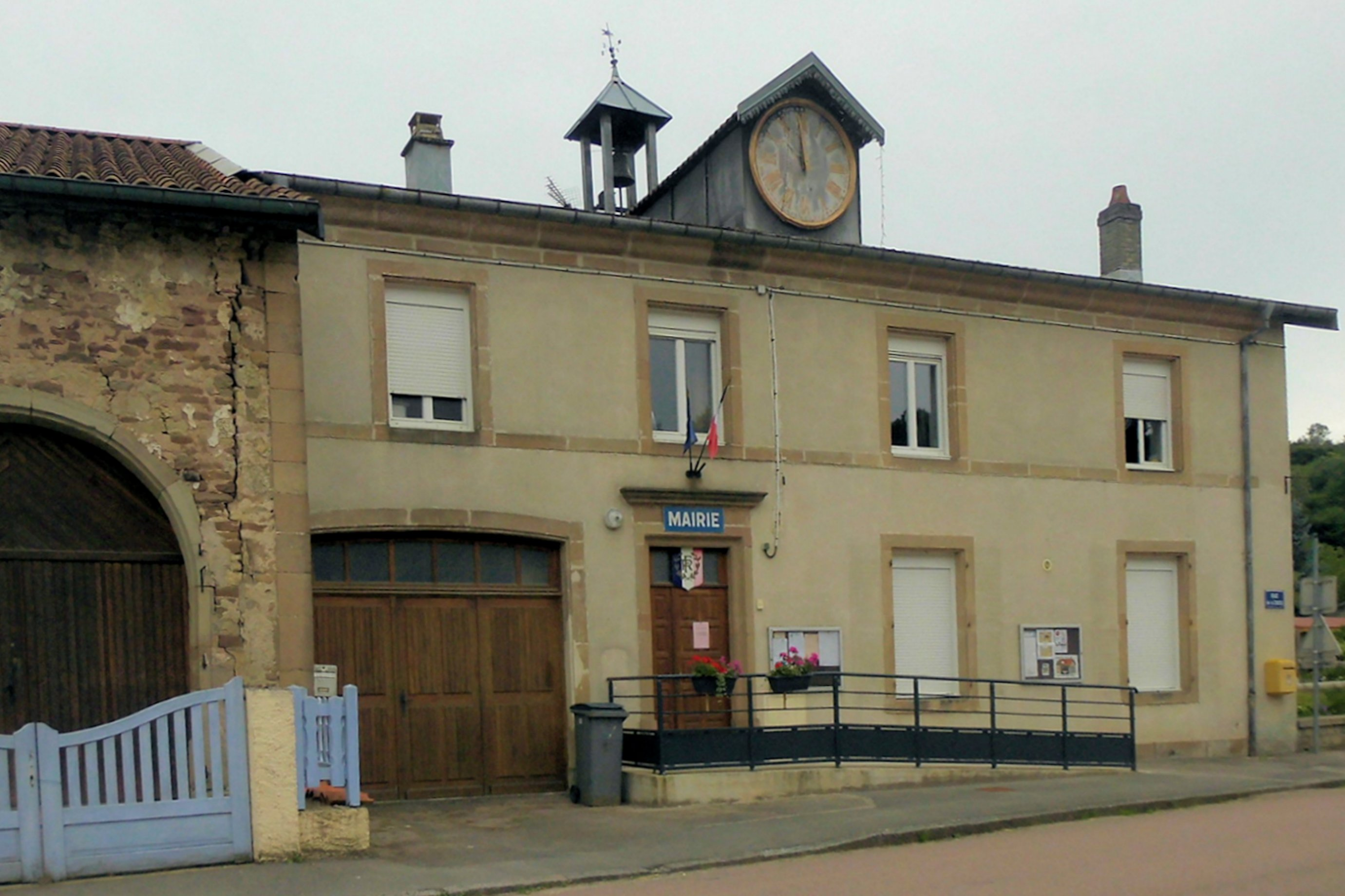
La mairie.

En 2022, le budget de la commune était constitué ainsi :
- total des produits de fonctionnement : 122 000 €, soit 589 € par habitant ;
- total des charges de fonctionnement : 111 000 €, soit 542 € par habitant ;
- total des ressources d'investissement : 20 000 €, soit 97 € par habitant ;
- total des emplois d'investissement : 38 000 €, soit 186 € par habitant ;
- endettement : 153 000 €, soit 748 € par habitant.

Avec les taux de fiscalité suivants :
- taxe d'habitation : 18,91 % ;
- taxe foncière sur les propriétés bâties : 46,41 % ;
- taxe foncière sur les propriétés non bâties : 22,36 % ;
- taxe additionnelle à la taxe foncière sur les propriétés non bâties : 0,00 % ;
- cotisation foncière des entreprises : 0,00 %.

Chiffres clés Revenus et pauvreté des ménages en 2021 : médiane en 2021 du revenu disponible, par unité de consommation : 22 410 €.

### Climat
Pour des articles plus généraux, voir Climat du Grand Est et Climat des Vosges.
En 2010, le climat de la commune est de type climat de montagne, selon une étude du Centre national de la recherche scientifique s'appuyant sur une série de données couvrant la période 1971-2000. En 2020, Météo-France publie une typologie des climats de la France métropolitaine dans laquelle la commune est exposée à un climat océanique altéré et est dans la région climatique  Lorraine, plateau de Langres, Morvan, caractérisée par un hiver rude (1,5 °C), des vents modérés et des brouillards fréquents en automne et hiver. 
Pour la période 1971-2000, la température annuelle moyenne est de 9,6 °C, avec une amplitude thermique annuelle de 17 °C. Le cumul annuel moyen de précipitations est de 968 mm, avec 13,1 jours de précipitations en janvier et 9,4 jours en juillet. Pour la période 1991-2020, la température moyenne annuelle observée sur la station météorologique de Météo-France la plus proche, « Lignéville », sur la commune de Lignéville à 5 km à vol d'oiseau, est de 10,3 °C et le cumul annuel moyen de précipitations est de 856,3 mm. 
La température maximale relevée sur cette station est de 38,7 °C, atteinte le 25 juillet 2019 ; la température minimale est de −17,5 °C, atteinte le 20 décembre 2009,,. 
Les paramètres climatiques de la commune ont été estimés pour le milieu du siècle (2041-2070) selon différents scénarios d'émission de gaz à effet de serre à partir des nouvelles projections climatiques de référence DRIAS-2020. Ils sont consultables sur un site dédié publié par Météo-France en novembre 2022.

## Urbanisme

### Typologie
Au 1er janvier 2024, Viviers-le-Gras est catégorisée commune rurale à habitat dispersé, selon la nouvelle grille communale de densité à sept niveaux définie par l'Insee en 2022.
Elle est située hors unité urbaine. Par ailleurs la commune fait partie de l'aire d'attraction de Vittel - Contrexéville, dont elle est une commune de la couronne,. Cette aire, qui regroupe 72 communes, est catégorisée dans les aires de moins de 50 000 habitants,.

### Occupation des sols
L'occupation des sols de la commune, telle qu'elle ressort de la base de données européenne d’occupation biophysique des sols Corine Land Cover (CLC), est marquée par l'importance des territoires agricoles (60,6 % en 2018), en diminution par rapport à 1990 (64,9 %). La répartition détaillée en 2018 est la suivante : 
forêts (35,1 %), prairies (33,1 %), terres arables (27,5 %), zones urbanisées (4,2 %). L'évolution de l’occupation des sols de la commune et de ses infrastructures peut être observée sur les différentes représentations cartographiques du territoire : la carte de Cassini (XVIIIe siècle), la carte d'état-major (1820-1866) et les cartes ou photos aériennes de l'IGN pour la période actuelle (1950 à aujourd'hui).
Par délibération du 09 Février 2021, les 60 communes de la Communauté de Communes des Vosges Côté Sud-Ouest (CCVCSO) se sont engagées dans l'élaboration d'un Plan local d'urbanisme intercommunal valant Programme local de l'habitat (PLUI-H),.

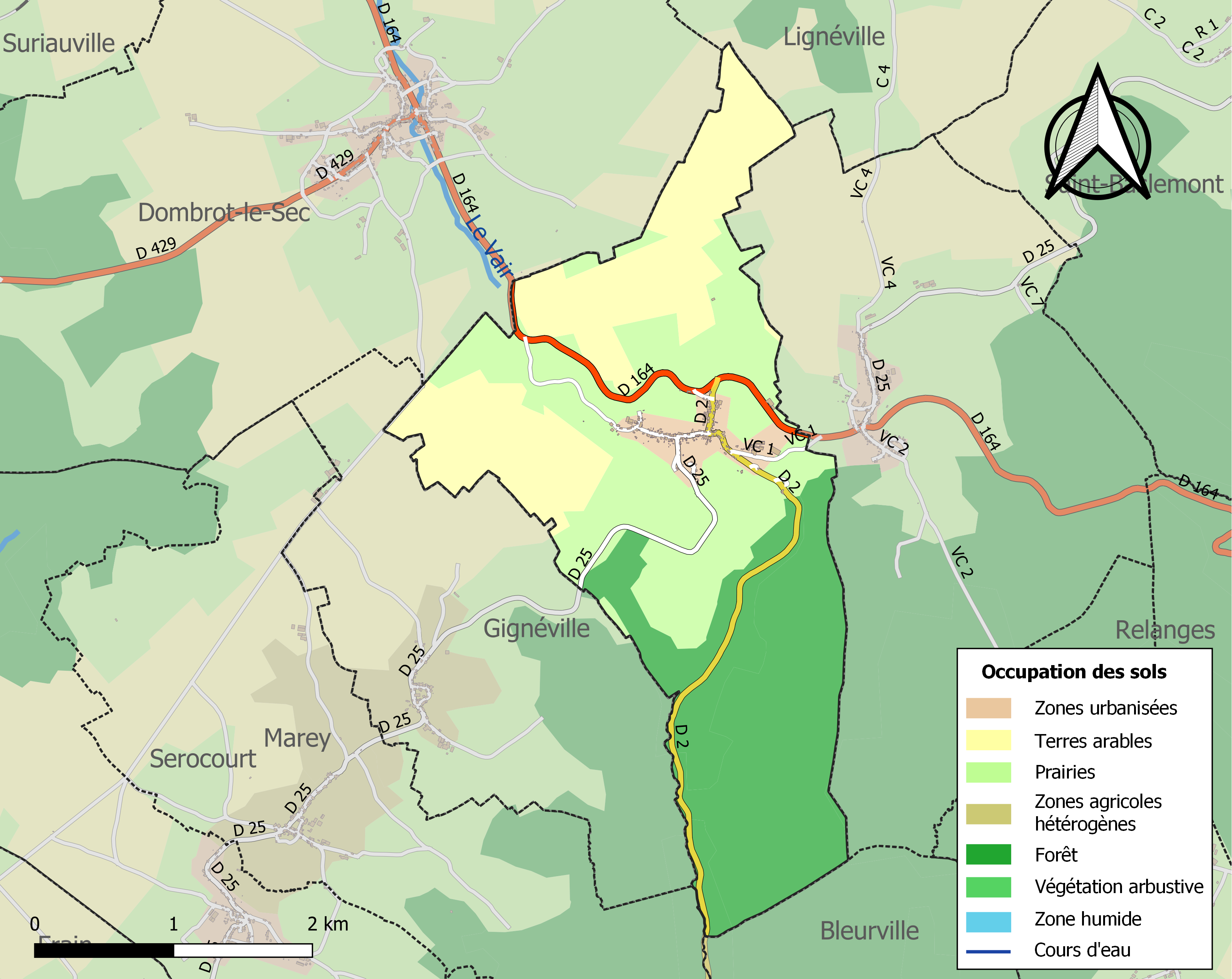
Carte des infrastructures et de l'occupation des sols de la commune en 2018 (CLC).

Plan paysage de la communauté de communes : Agriculture et sylviculture.

## Économie

### Entreprises et commerces

#### Agriculture
- Culture de céréales, de légumineuses et de graines oléagineuses.
- Culture et élevage associés.
- Culture de fruits à pépins et à noyau.
- Élevage de vaches laitières.
- Élevage de chevaux et d'autres équidés.
- Exploitation forestière.

#### Tourisme
- Hébergements et restauration à Contrexéville, Vittel, Dombasle-devant-Darney, Monthureux-sur-Saône, Bulgnéville, Claudon, Gironcourt-sur-Vraine, Châtenois.
- Chambres d'hôtes

#### Commerces
- Commerces et services de proximité.
- Carrière de grès ornemental du « Haron »[31].

## Population et société

### Démographie

#### Évolution démographique
L'évolution du nombre d'habitants est connue à travers les recensements de la population effectués dans la commune depuis 1793. Pour les communes de moins de 10 000 habitants, une enquête de recensement portant sur toute la population est réalisée tous les cinq ans, les populations de référence des années intermédiaires étant quant à elles estimées par interpolation ou extrapolation. Pour la commune, le premier recensement exhaustif entrant dans le cadre du nouveau dispositif a été réalisé en 2006.

En 2022, la commune comptait 182 habitants, en évolution de −8,08 % par rapport à 2016 (Vosges : −2,96 %, France hors Mayotte : +2,11 %).
| 1793 | 1800 | 1806 | 1821 | 1831 | 1836 | 1841 | 1846 | 1856 |
| ---- | ---- | ---- | ---- | ---- | ---- | ---- | ---- | ---- |
| 383  | 430  | 440  | 466  | 466  | 480  | 473  | 457  | 356  |

| 1861 | 1866 | 1876 | 1881 | 1886 | 1891 | 1896 | 1901 | 1906 |
| ---- | ---- | ---- | ---- | ---- | ---- | ---- | ---- | ---- |
| 344  | 335  | 335  | 302  | 287  | 270  | 261  | 246  | 247  |

| 1911 | 1921 | 1926 | 1931 | 1936 | 1946 | 1954 | 1962 | 1968 |
| ---- | ---- | ---- | ---- | ---- | ---- | ---- | ---- | ---- |
| 234  | 208  | 194  | 187  | 183  | 166  | 174  | 200  | 227  |

| 1975 | 1982 | 1990 | 1999 | 2006 | 2011 | 2016 | 2021 | 2022 |
| ---- | ---- | ---- | ---- | ---- | ---- | ---- | ---- | ---- |
| 203  | 192  | 200  | 185  | 167  | 183  | 198  | 189  | 182  |

### Enseignement
Établissements d'enseignement :
- école maternelle[37]  ;
- école primaire de Provenchères-lès-Darney ;
- collèges de monthureux sur Saône ;
- lycées le plus proche  Contrexéville.

### Santé
Professionnels et établissements de santé :
- Médecins à Contrexéville, Vittel, Martigny-les-Bains, Darney, Monthureux-sur-Saône, Bulgnéville, Lamarche, Remoncourt, Lerrain, Mont-lès-Lamarche, Vrécourt.
- Pharmacies à Contrexéville, Vittel, Martigny-les-Bains, Darney,  Monthureux-sur-Saône, Bulgnéville.
- Hôpitaux à Vittel, Lamarche, Ville-sur-Illon.

### Cultes
- Culte catholique, paroisse Saint-Basle-de-la-Plaine, diocèse de Saint-Dié[39].

## Culture locale et patrimoine

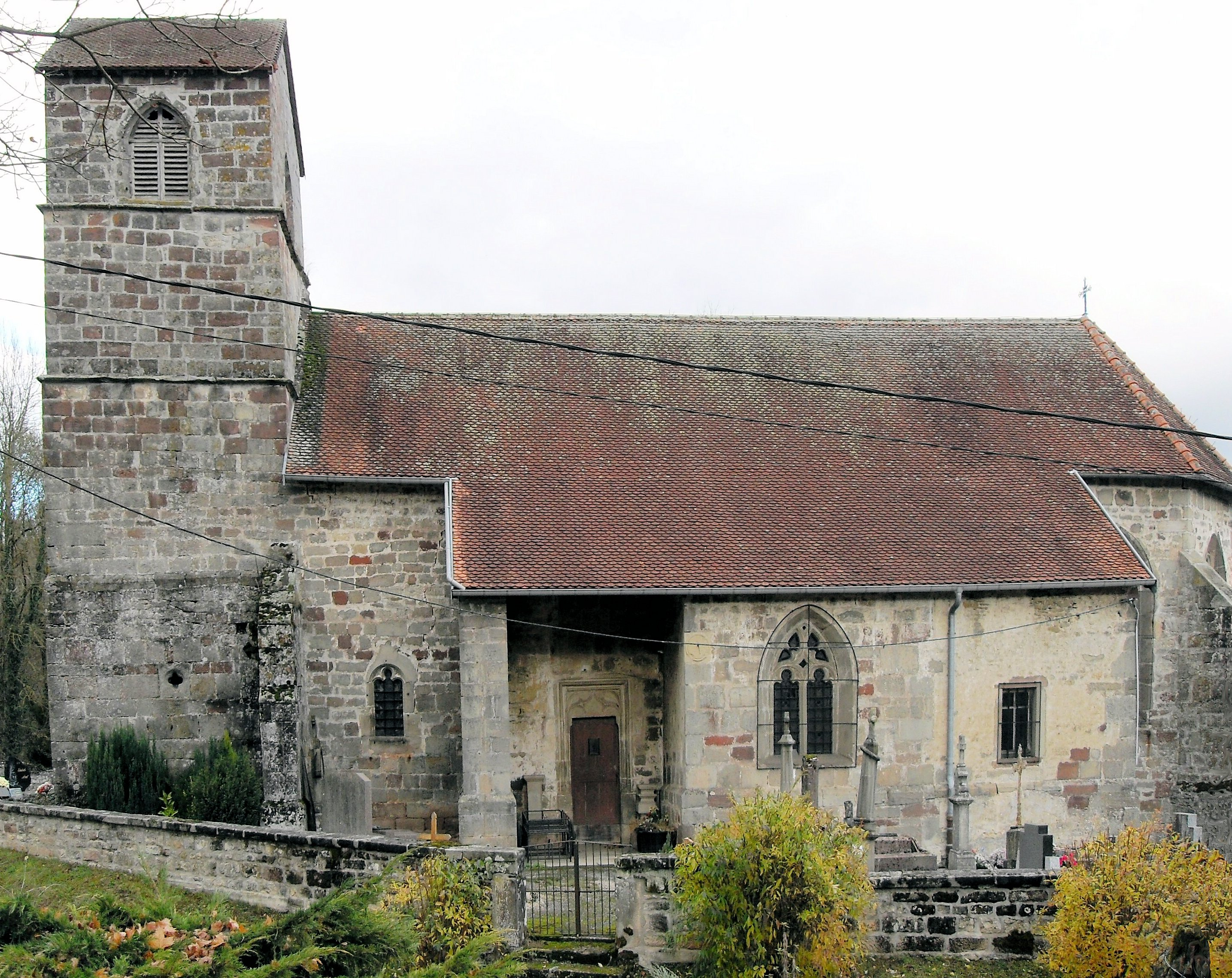
L'église Saint-Élophe.
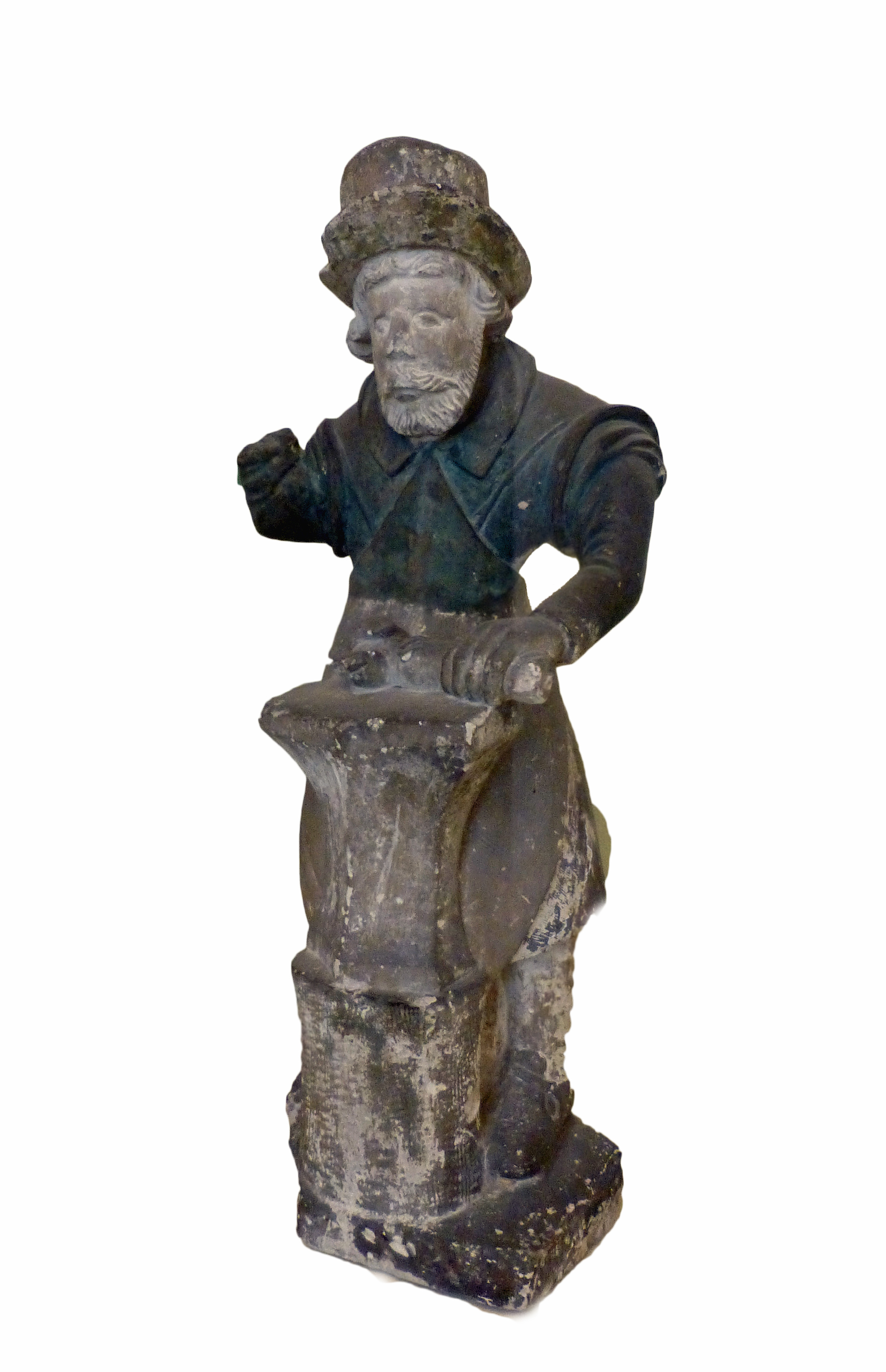
Saint-Éloi forgeron. École lorraine. Première moitié du XVIe siècle. Musée Lorrain.
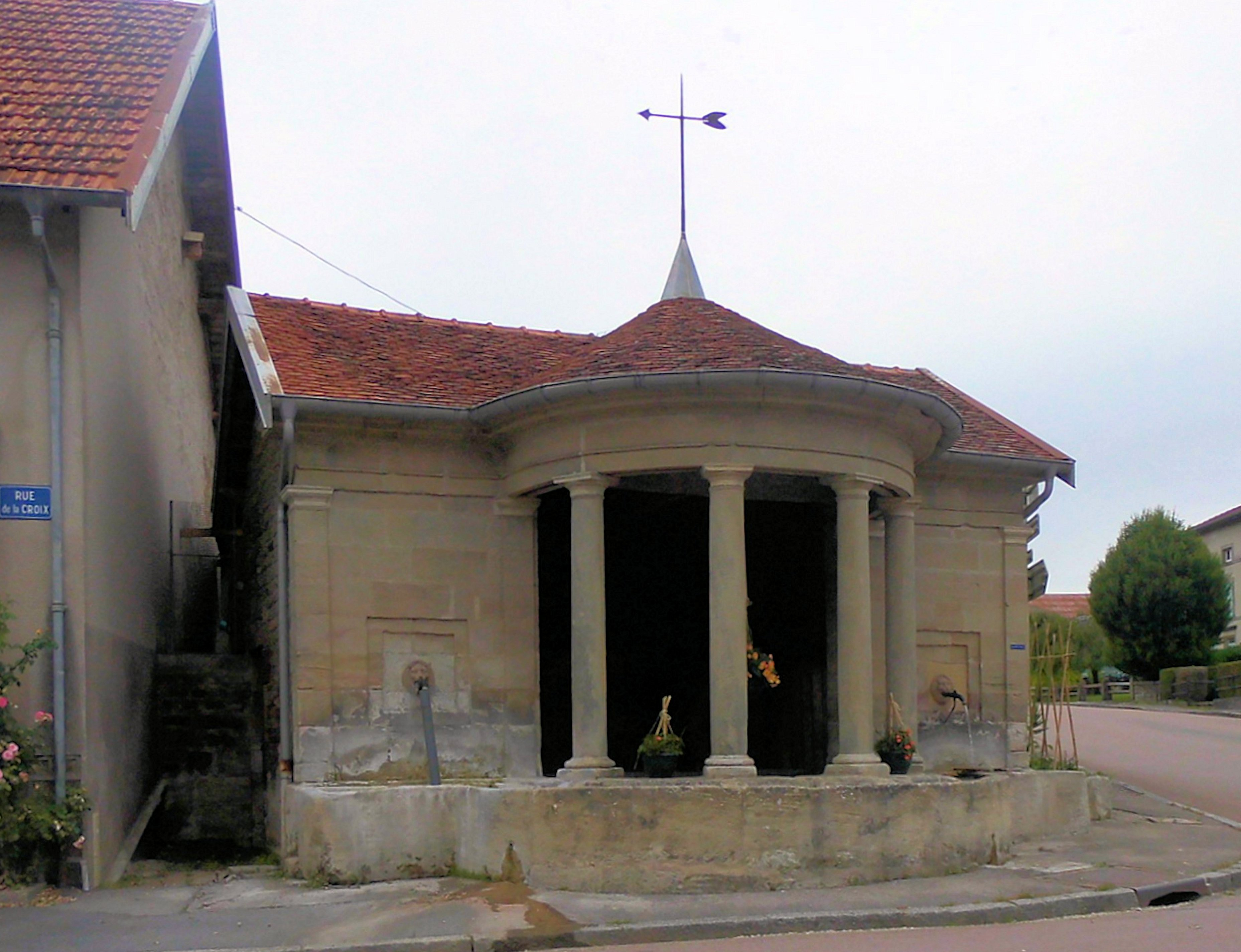
Lavoir sur la rue de la Croix.
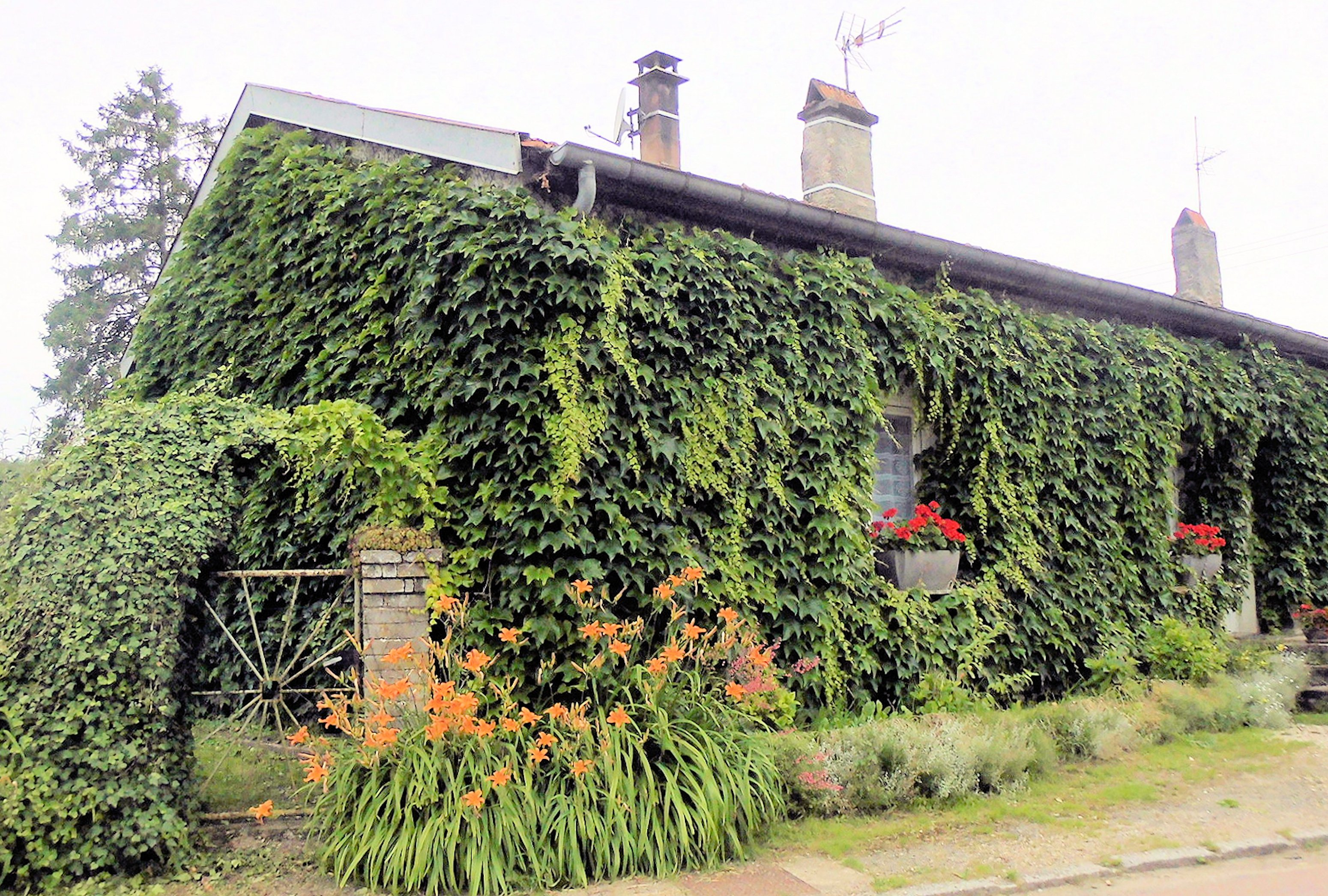
L'ancien lavoir de la rue des moulins.

### Lieux et monuments
- L'église[40] comporte une partie romane du XIIe siècle (le clocher) et le reste de style gothique flamboyant de la fin du XVe siècle et du début du XVIe siècle. Le trésor sacré a été saisi au dépouillement de l'an II et comportait principalement des vases d'argent. Elle a été édifiée en l'honneur de saint Élophe, patron de la paroisse. À l’extérieur de l'église, au-dessus de la porte latérale, un cadran solaire a été tracé à une hauteur d'environ trois mètres.On peut remarquer l'inscription de la date : 1687, et des lettres : P.A.R.I.M.

En 1936, l'abbé Cascaret, curé de la paroisse, fit transporter deux statues, provenant de la cour du presbytère, de chaque côté de la porte latérale de l'église. L'une, en pierre dure, représente la Vierge et date du XIVe siècle ; la seconde représente saint Élophe, elle fut sculptée en 1600. En 1983, on déplora la disparition de la statue de la Vierge ; par mesure de sécurité, on décida d'installer l'autre statue à l'intérieur de l'église.
- La chapelle est la réplique de celle du Haut du Roc. La première messe fut célébrée le dimanche 3 juin 1966 par l'abbé Daval. Cette chapelle fut construite à côté de magnifiques fontaines datant du XVIIIe siècle. Vendue par la commune en 2019, elle nécessite des travaux urgents de rénovation[42],[43].
- Fontaines et lavoirs[44],[45],[46].
- Le moulin du bas[47] : Au début du XXe siècle, son propriétaire, M. Rouvenach, entreprit des transformations dont il pensait faire profiter son fils, mais seulement la guerre de 1914-1918 allait en décider autrement. Son fils ayant été tué au combat, il décida de mettre en gérance son moulin pendant plusieurs années, après quoi il le vendit.
- Le moulin du Haut : Son dernier propriétaire fut Ernest Rodier. Comme il n'avait pas de descendance masculine pour reprendre la meunerie, il ne fit pas de modernisations à son moulin et arrêta à sa retraite en avril 1908. Après son décès, sa veuve quitta le moulin pour vivre dans le village. Le moulin inhabité se détériora et s'effondra petit à petit. En face, un bâtiment qui avait été construit plus tard pour servir aux animaux a été racheté par M. Ribière, qui l'a entièrement aménagé en une magnifique demeure.
- Fermes et maisons d'ouvriers : Datées de 1714, de 1779 ou du XIXe siècle, 26 maisons figurent dans la base Mérimée du ministère de la Culture, enquête thématique régionale (architecture rurale de Lorraine : Vôge méridionale)[48].
- Monument aux morts[49] : Conflits commémorés 1870-1871 et 1914-1918.

### Personnalités liées à la commune
- André Garnier, maire, conseiller général et député.
- Ernest Albert, Capitaine au 13e escadron du train des équipages militaires[50],[51].

## Pour approfondir